# 伊津普提鱼
伊津普提鱼（学名：Bodianus izuensis），又名伊津狐鯛、三齒仔、紅娘仔、日本婆仔、伊津寒鯛，为輻鰭魚綱鱸形目隆頭魚亞目隆头鱼科普提鱼属的鱼类。分布于西太平洋區，包括臺灣、日本、澳洲、帛琉等海域，棲息深度30-35公尺，體長可達10公分，棲息在岩礁區，生活習性不明，可作為觀賞魚。该物种的模式产地在日本。